# Tonsee (Pätz)
Der Tonsee ist ein Ziegelteich in Pätz, einem Ortsteil der Gemeinde Bestensee im Landkreis Dahme-Spreewald im Land Brandenburg. Der See gehört zum Naturpark Dahme-Heideseen und gleichnamigen Landschaftsschutzgebiet.

## Lage
Das Gewässer liegt im Nordosten der Gemarkung. Nördlich führt die Bundesstraße 246 vorbei, westlich die Bundesstraße 179. Im Süden wird der See durch eine Industriebebauung begrenzt, nach Osten führt der in einem Waldgebiet gelegene Gräbendorfer Landgraben in Richtung Gräbendorf. Der See hat eine Fläche von rund 25 ha.

## Geschichte
Der See ist nicht natürlichen Ursprungs. Er entstand vielmehr Ende des 19. Jahrhunderts, als in der Region zahlreiche Ziegeleien entstanden. So auch im Jahr 1895, als die Ziegelei Heise & Schrobsdorff in der Nähe von Pätz Ton abbaute, um Mauersteine herzustellen. Aus dem Jahr 1910 ist überliefert, dass dort jährlich 25 Millionen Mauersteine produziert wurden. Durch einen unkontrollierten Wasserzufluss brach 1927 eine Verbindungsstraße nach Prieros ab und versank teilweise im See. Arbeiter errichteten rund 100 m weiter nördlich einen neuen Straßenabschnitt, der im 21. Jahrhundert zur B 246 zählt. In der Zeit des Nationalsozialismus existierte von 1943 bis 1945 am West- und Südufer ein Fahrzeuglager der Schutzstaffel. In den Jahren 1944 und 1945 legten Arbeiter beim Abbau des Tons eine starke Wasserader frei, die nicht mehr verschlossen werden konnte. Die Tongrube wurde aufgegeben und füllte sich mit Grundwasser. Die Ziegelei einschließlich der Brennöfen wurden im Jahr 1953 abgerissen. In der Zeit der DDR wurden die freigewordenen Gebäude der SS zunächst von der Freien Deutschen Jugend, später von den Grenztruppen der DDR genutzt. Der See wurde zur Zucht des Zanders genutzt. Er ist auch im Jahr 2018 noch vorhanden. Hinzu kommen Hechte, Barsche, Karpfen, Aale und Schleien.

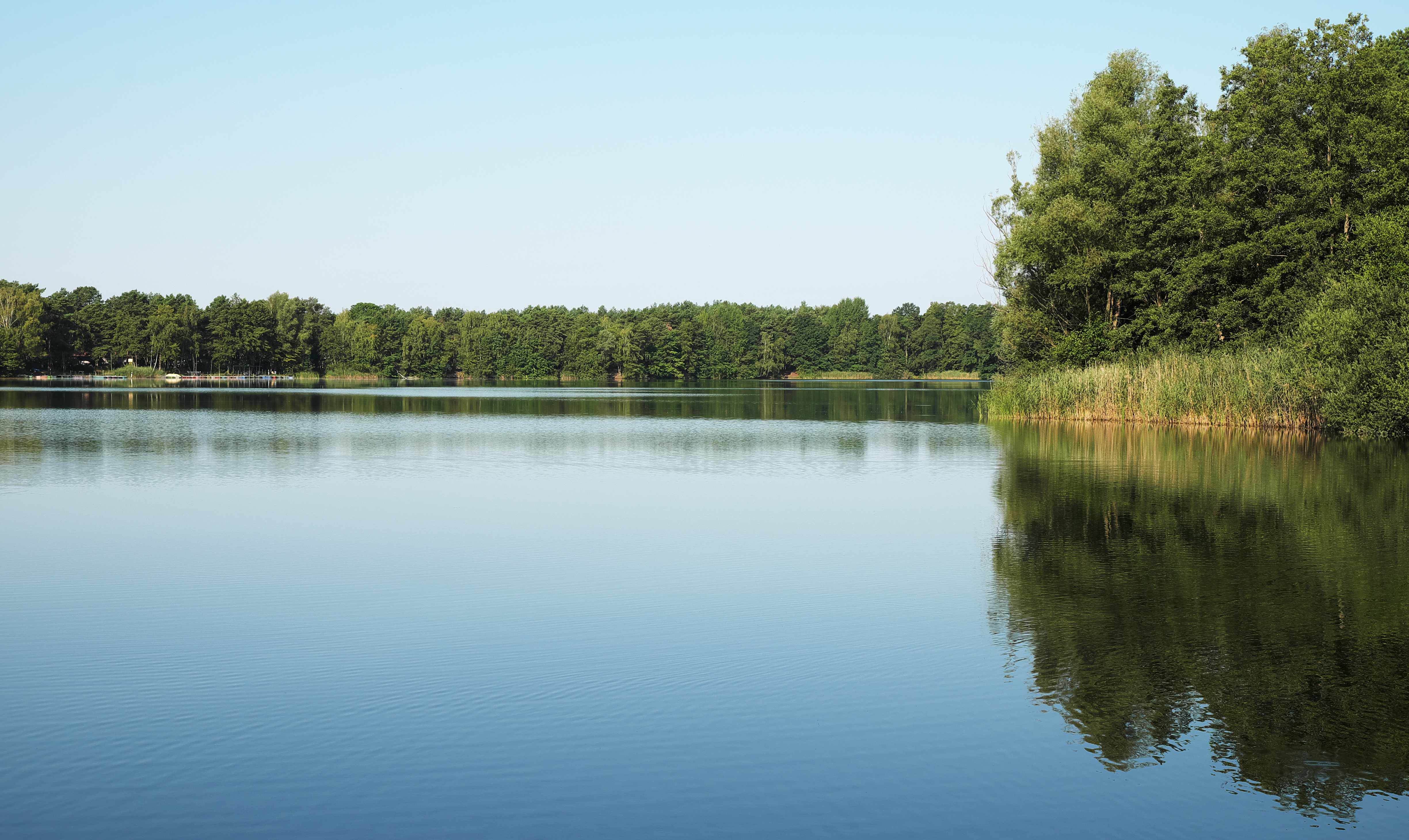
Blick über den See nach Westen
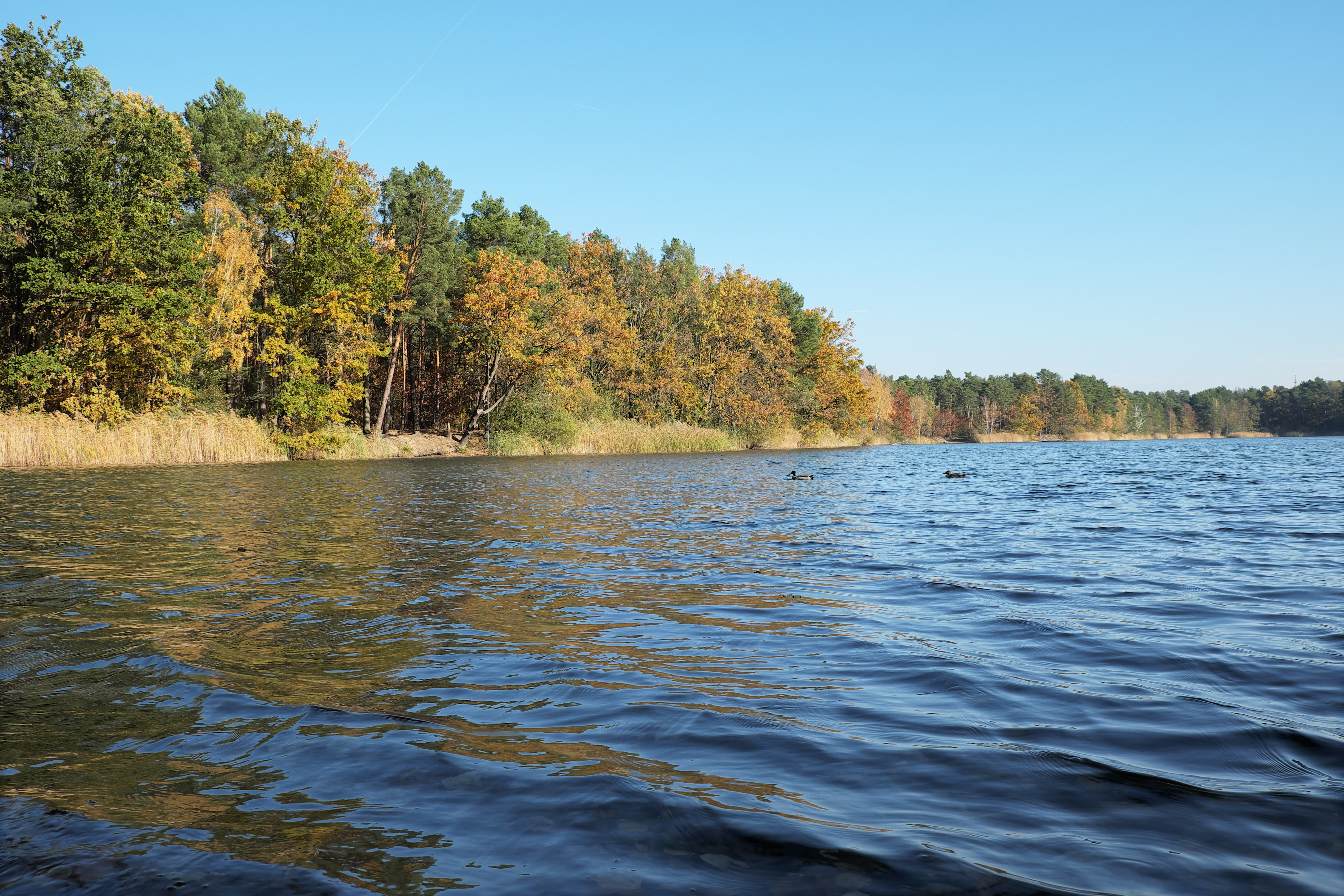
Nördliches Ufer des Sees
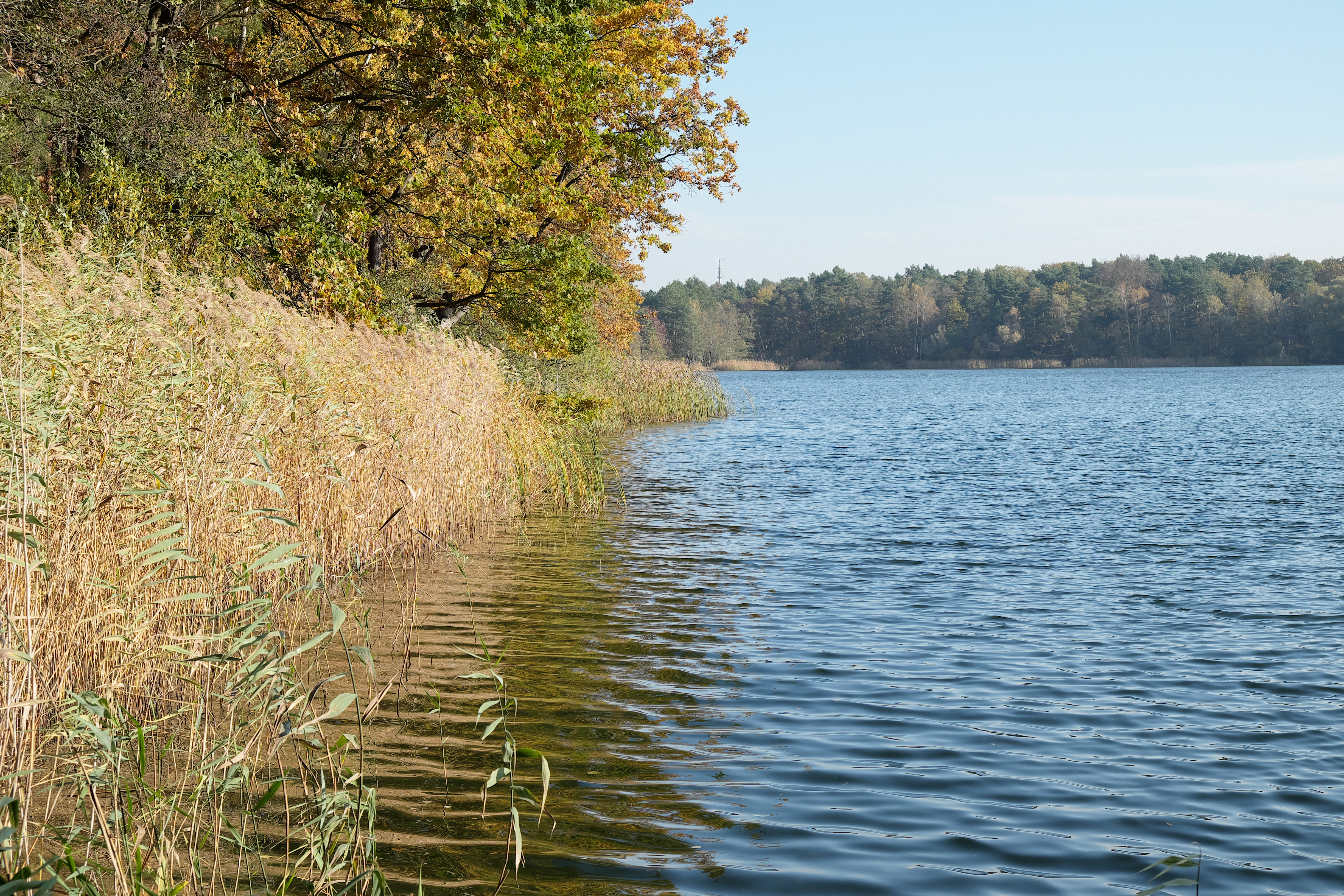
Schilf. Blick nach Osten
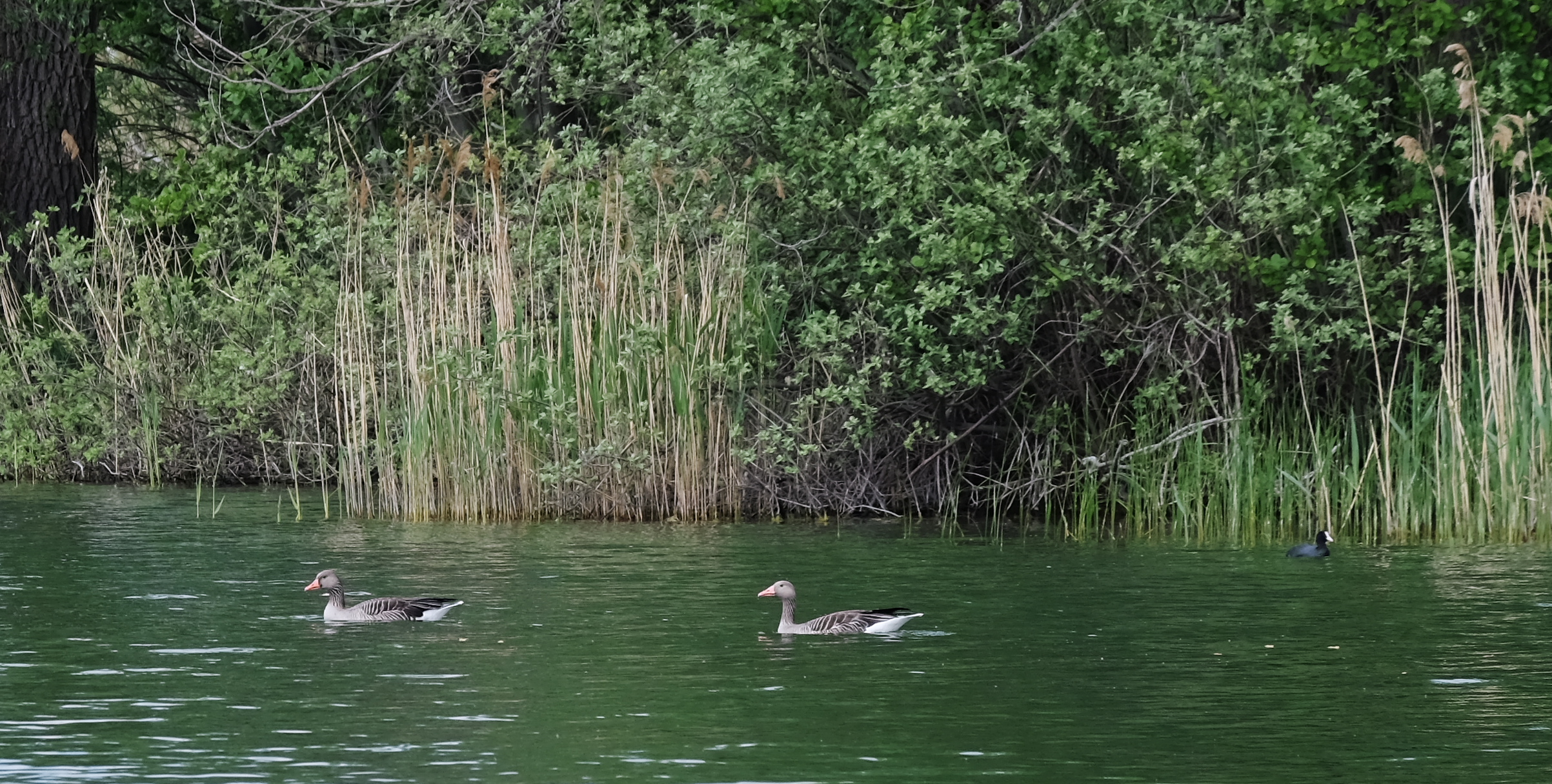
Wasservögel am Östlichen Ufer
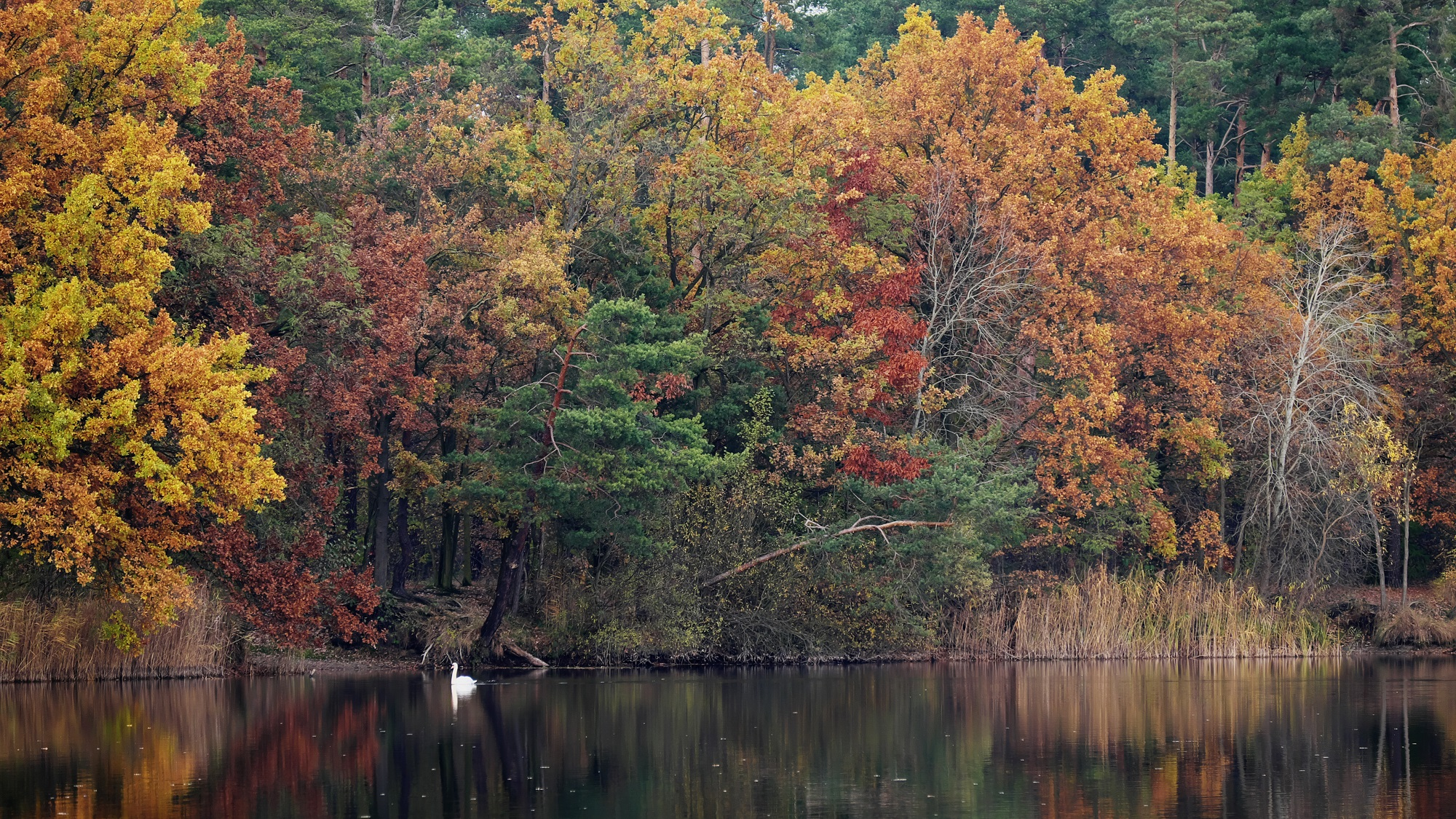
Herbstfarben am See